# 東京は夜の七時
「東京は夜の七時〜the night is still young〜」（とうきょうはよるのしちじ ザ・ナイト・イズ・スティル・ヤング）は、1993年12月1日にリリースされたピチカート・ファイヴ5枚目のシングル。

## 解説
曲名は矢野顕子のライブ・アルバム『東京は夜の7時』（1979年）からの引用。
ピチカート・ファイヴと渋谷系の代表曲。
フジテレビ系子供バラエティ番組『ウゴウゴルーガ2号』オープニングのうたに採用。いくつかのヴァージョンがあり、アルバム『オーヴァードーズ』では10分を超えるヴァージョンで収録。
のちに様々なアーティストによってカバーされている。ピチカート・ファイヴの二人も、ボーカルの野宮真貴は自身のカバーアルバムにセルフカバーを収録、小西康陽は女性ボーカリストをプロデュースしてリミックス・ヴァージョンを発表。
2016年4月に開局したコミュニティ放送『渋谷のラジオ』では、毎日19時にフルコーラスでオンエアされている。

## 収録曲
| 全作詞・作曲: 小西康陽。 |                                           |          |            |                        |      |
| #                        | タイトル                                  | 作詞     | 作曲・編曲 | 編曲、リミックス       | 時間 |
| 1.                       | 「東京は夜の七時」                        | 小西康陽 | 小西康陽   | 福富幸宏（編曲）       | 4:59 |
| 2.                       | 「東京は夜の七時（talking toolbox mix）」 | 小西康陽 | 小西康陽   | 福富幸宏（リミックス） | 8:15 |
| 3.                       | 「東京は夜の七時（instrumental）」        | 小西康陽 | 小西康陽   |                        | 4:59 |

## 収録アルバム
- single version
ベスト・アルバム『ピチカート・ファイヴTYO〜Big Hits and Jet Lags 1991-1995』（1995年3月1日）
ベスト・アルバム『シングルス』（2001年6月21日）
- talking toolbox mix
コンピレーション・アルバム『THE TRANSFORMER -REMIX WORKS BY YUKIHIRO FUKUTOMI-』（2007年4月25日）
- readymade mfsb mix
企画アルバム『ウゴウゴ・ルーガのピチカート・ファイヴ』[注 1]（1994年2月10日）
ベスト・アルバム『ピチカート・ファイヴJPN〜Big Hits and Jet Lags 1994-1997』（1997年12月10日）
ベスト・アルバム『ピチカート・ファイヴ・ウィ・ラヴ・ユー』（2006年3月31日）
- one year after
アルバム『オーヴァードーズ』（1994年10月1日）
- アメリカKCRW-FM出演時（1995年）のアコースティック・テイク
企画アルバム『Great white wonder〜rare masters 1990-1996』（1996年10月1日）
ベスト・アルバム『ピチカート・ファイヴ・アイ・ラヴ・ユー』（2006年3月31日）
- the last episode
ベスト・アルバム『ピチカート・ファイヴR.I.P.〜Big Hits and Jet Lags 1998-2001』（2001年3月31日）

## 野本かりあによるカバー
小西康陽プロデュースによる野本かりあ2作目のシングル。カバーに際し、小西が歌詞を一部書き換えている。iTunes Storeほかでダウンロード配信、配信チャートで最高位4位まで上がるなど人気を得てパッケージ化。2006年9月15日にアナログ限定盤の「the night is still young（東京は夜の七時）」をリリース。

### 収録曲
| 全作詞・作曲: 小西康陽。 |                                                                      |          |            |                  |       |
| #                        | タイトル                                                             | 作詞     | 作曲・編曲 | 編曲・リミックス | 時間  |
| 1.                       | 「東京は夜の七時（the first cut）」                                  | 小西康陽 | 小西康陽   | 小西康陽         | 5:26  |
| 2.                       | 「東京は夜の七時（karly mix）」                                      | 小西康陽 | 小西康陽   | 野本かりあ       | 6:17  |
| 3.                       | 「東京は夜の七時 (KAGAMI mix)」                                      | 小西康陽 | 小西康陽   | DJ KAGAMI        | 6:30  |
| 4.                       | 「東京は夜の七時から七時十一分。 (extended version：karly to 524）」 | 小西康陽 | 小西康陽   | 小西康陽         | 11:35 |

| #  | タイトル                                                  | 作詞 | 作曲・編曲 |
| -- | --------------------------------------------------------- | ---- | ---------- |
| 1. | 「東京は夜の七時（the first cut）」(ミュージック・ビデオ) |      |            |
| 2. | 「東京は夜の七時（the first cut）」(予告編)               |      |            |

## LADY BiRD feat. yula.によるカヴァー
プロデューサー・ユニットLADY BiRDの3枚目のシングル。2010年に渋谷系である同曲を「2010年渋谷代表」のLADY BiRDが「LADY BiRD feat. yula.」名義でカヴァーした。フィーチャリング・ヴォーカルにyula.の他、ソンイと加賀美セイラを迎えている。PVにはファッション雑誌『JELLY』のモデル山本優希、森摩耶、宮城舞が出演している。

### 収録曲
| #  | タイトル                                                       | 作詞                    | 作曲                    | 編曲、リミックス                                          | 時間 |
| -- | -------------------------------------------------------------- | ----------------------- | ----------------------- | --------------------------------------------------------- | ---- |
| 1. | 「東京は夜の七時」(feat.yula.)                                 | 小西康陽                | 小西康陽                | LADY BiRD（編曲）                                         | 5:22 |
| 2. | 「東京は夜の七時 (LADY BiRD Club Mix)」(feat.yula.)            | 小西康陽                | 小西康陽                | LADY BiRD（リミックス）                                   | 5:04 |
| 3. | 「東京は夜の七時 (Electro Remix)」(feat.yula.)                 | 小西康陽                | 小西康陽                | LADY BiRD（リミックス）                                   | 5:41 |
| 4. | 「東京は夜の七時 (Trance Remix)」(feat.yula.)                  | 小西康陽                | 小西康陽                | LADY BiRD（リミックス）                                   | 5:43 |
| 5. | 「Sweet Song (LADY BiRD Club Mix)」(feat.ソンイ)               | dj TEN、Kazuhisa Hirota | dj TEN、Kazuhisa Hirota | Saya（コーラスアレンジ）、LADY BiRD（リミックス）         | 6:14 |
| 6. | 「きっと…サヨナラ (LADY BiRD 125 Re-Make)」(feat.加賀美セイラ) | 加藤哉子、松本有加      | LADY BiRD               | Kaoru Kubota（コーラスアレンジ）、LADY BiRD（リミックス） | 5:38 |
| 7. | 「LADY BiRD 7' Non Stop Mix」                                  |                         |                         |                                                           | 7:00 |

## 「東京は夜の七時 (盆踊りVersion)」
2016年6月29日に盆踊りバージョンにリニューアルされてリリースされた野宮真貴の先行配信シングル。同年7月2日に伊勢丹新宿店本館屋上で行われたファッションデザイナー丸山敬太プロデュースのイベント「おしゃれ盆踊りvol.2 produced by KEITA MARUYAMA」で「東京は夜の七時音頭」として初披露された。アルバム『男と女 〜野宮真貴、フレンチ渋谷系を歌う。』に収録。

### 収録曲
| #  | タイトル                           | 作詞 | 作曲・編曲 | 編曲     | 時間 |
| -- | ---------------------------------- | ---- | ---------- | -------- | ---- |
| 1. | 「東京は夜の七時 (盆踊りVersion)」 |      |            | 菊地昇二 | 5:26 |

## 「東京は夜の七時〜リオは朝の七時〜」
2016年のリオデジャネイロパラリンピック閉会式フラッグ・ハンドオーバー・セレモニーで、次大会東京パラリンピックのプレゼンテーション中にBGMとして使用されたアレンジバージョン。「東京は夜の七時〜リオは朝の七時〜」と改題（矢野顕子の曲「東京は夜の七時」の歌い出しの歌詞の援用）、引継式のクリエイティブスーパーバイザー兼音楽監督を務めた椎名林檎が編曲と歌詞（オリジナルへの返詞）を担当、ボーカルは東京事変のギタリスト浮雲こと長岡亮介。椎名が原曲の制作者である小西康陽と何度もやり取りを重ね、本番で使用された形に落ち着いた。

## その他のカバー
- 秋月律子（CV:若林直美）
  - アルバム『THE IDOLM@STER MASTER ARTIST 10』（2007年）に収録。編曲は久米康隆。
- バニラビーンズ
  - 配信限定シングル（2009年）。アルバム『VaniBest』（2010年）に収録。編曲は横山克。
- 野宮真貴
  - セルフカヴァー・アルバム『30 〜Greatest Self Covers & More!!!〜』（2012年）に収録。編曲とプロデュースはDJ FUMIYA（RIP SLYME）。
  - アルバム『男と女 〜野宮真貴、フレンチ渋谷系を歌う。』（2016年）のスタジオ録音盤に盆踊りバージョン、ライブ録音盤にジャズバージョンを収録。
  - アルバム『野宮真貴 渋谷系ソングブック』（2018年）同曲の発売から25周年を記念して小西康陽が新たに編曲とプロデュースを手がけた特別バージョン。小西プロデュース＆野宮歌唱というコラボは、2001年にピチカート・ファイヴが解散して以来初。この特別バージョンは東京タワー開業60周年記念ソングとして使用された。
- Saku
  - ミニアルバム『Bed Room e.p.』（2014年）に収録。
- こんどうようぢ
  - アルバム『402』（2017年）に収録。編曲はサイトウリョースケ。
- ロッカペラ[17]
  - アルバム『Jams, Vol. 2』（2018年）に収録。
- 小西康陽とプレイボーイズ
  - アルバム 『井上順のプレイボーイ講座12章』（2019年）にインストゥルメンタルバージョンを収録。井上順のナレーションによる「9月 羽田の郷子 ～ 飯倉のイタリアン」のBGMとして使用されたほか、CD版にはインストゥルメンタル・トラックも収録。編曲は小西とジャズ・ギタリストの田辺充邦[18]。2021年の東京オリンピック閉会式において、「オリンピック旗降納及び引き継ぎ式」のセレモニー中にBGMとして使用された。
- TWEEDEES
  - アルバム『DELICIOUS.』(2018年)に収録[19]。
- Nagie Lane
  - インディーズ1stアルバム『ナギービートで唄わせて』（2019年）に収録。また、メジャーデビューアルバム『Interview』（2021年）には「future a cappella ver.」として収録されており、アルバムからの先行配信楽曲としてもリリースされた[20]。
- フーリンキャットマーク
  - 2023春のM3にてリリースされたアルバム『フェティッシュバニーガール』（2023年）に収録。鳴紗×うぐによるツインボーカルアキシブ系アレンジバージョン。[21]
- Kono Y Los Chicos De Cuba
  - シングル『東京は夜の七時』。スペイン語による「Tokio a las 7 de la Noche」も収録。